# Creation Museum

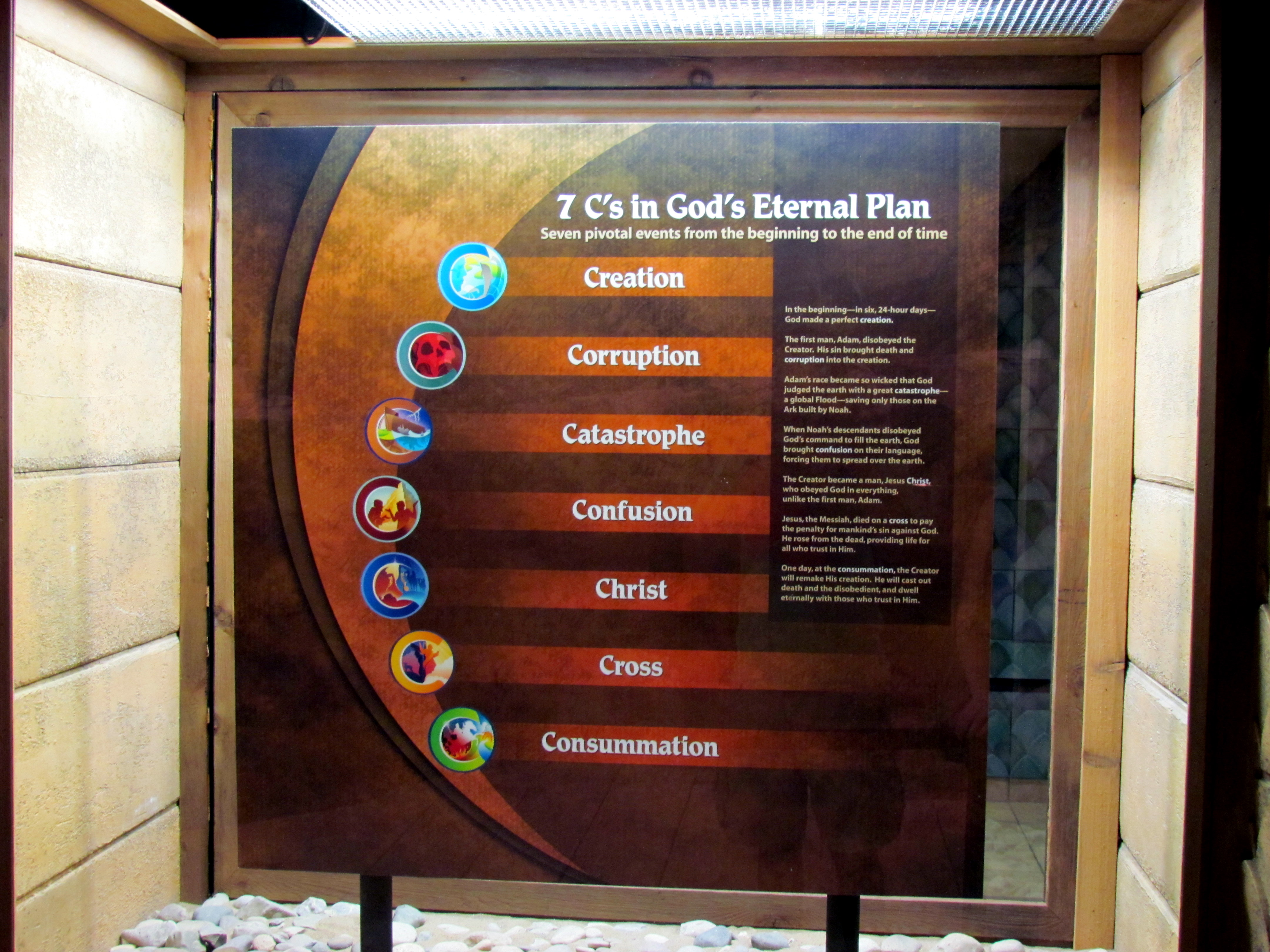
Schautafel im Creation Museum

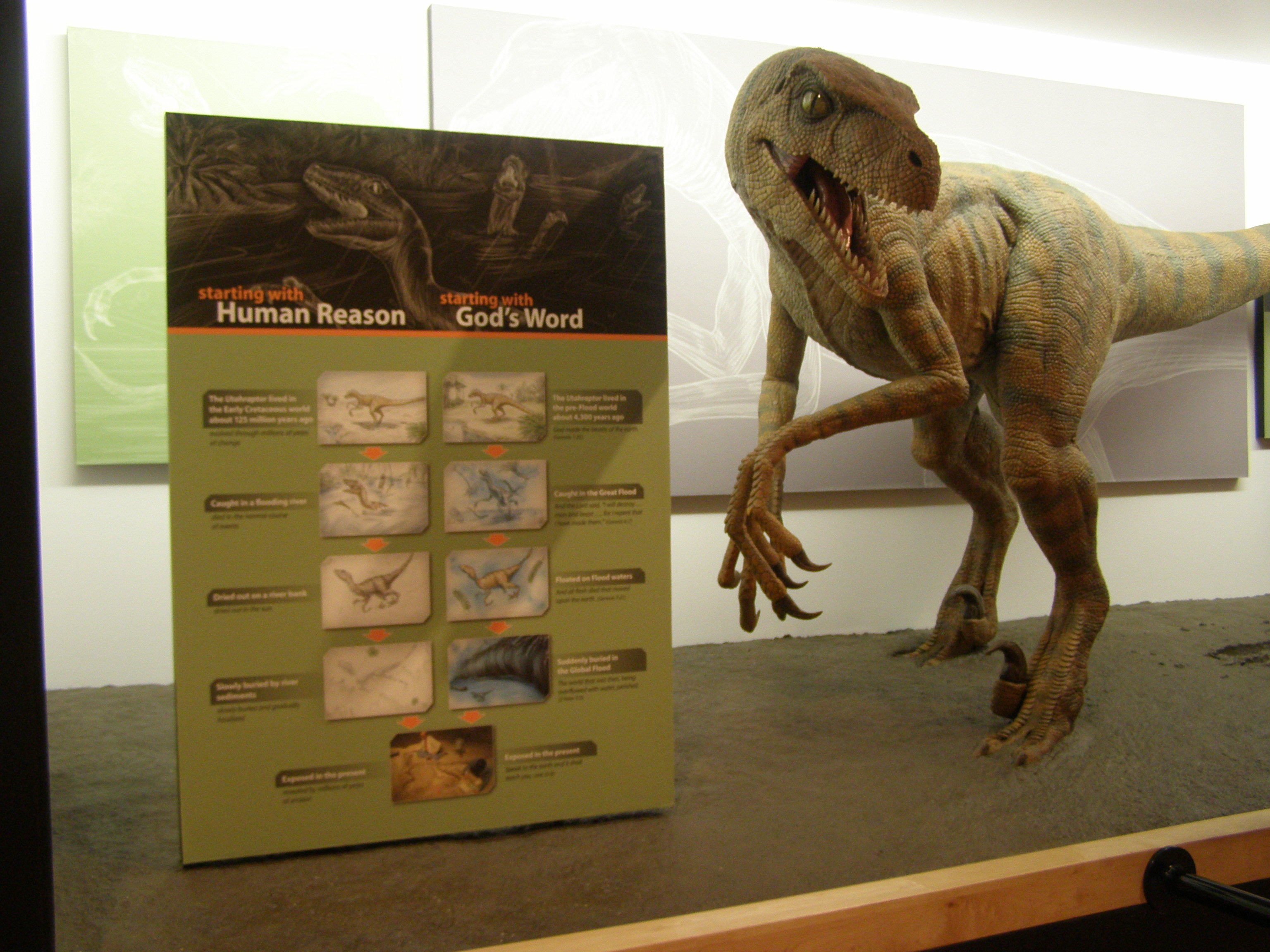
Gegenüberstellung von „Wort Gottes“ und „Menschliches Denken“ zur Erklärung von Dino-Fossilien

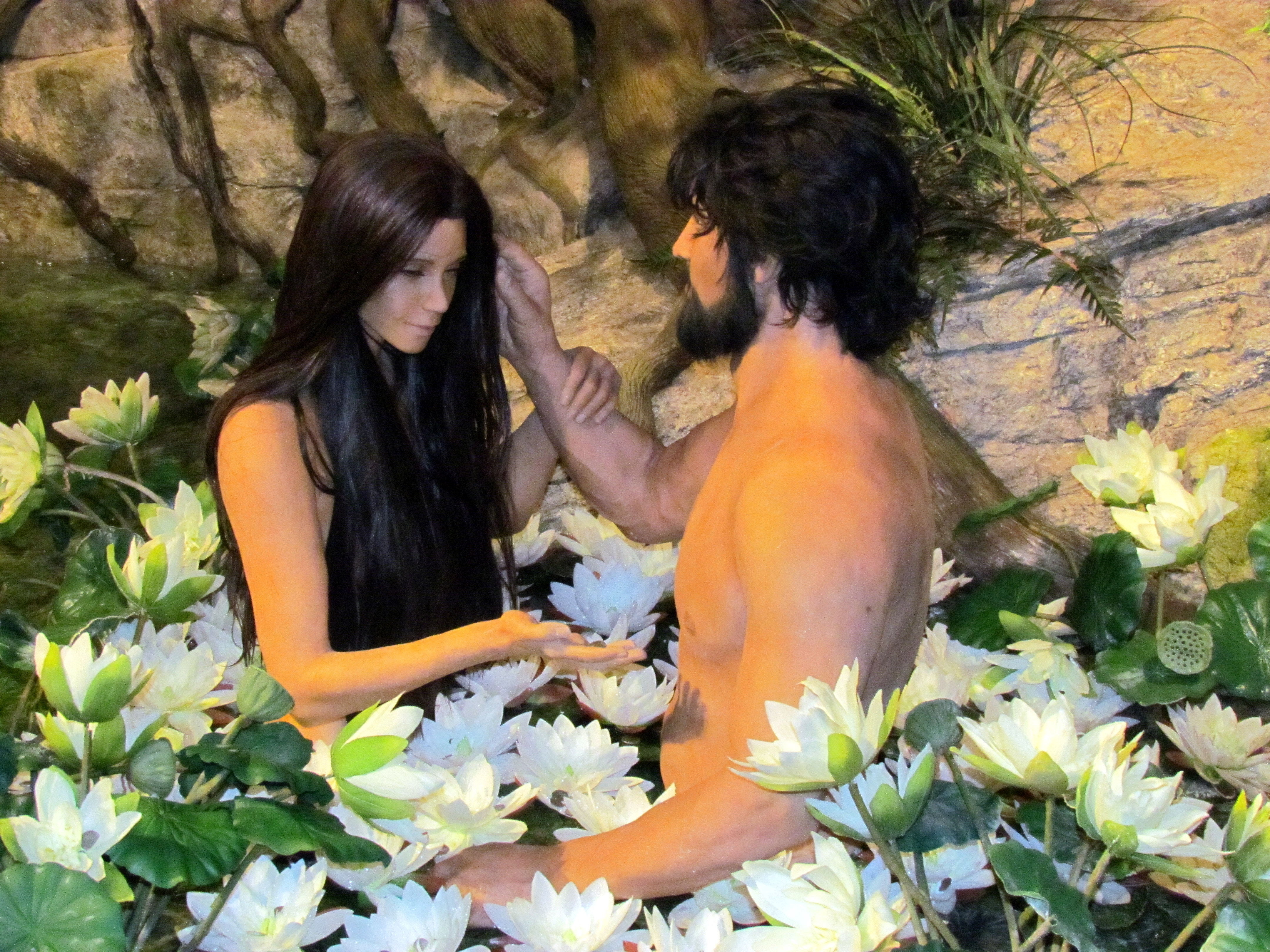
Garten-Eden-Diorama: Adam und Eva

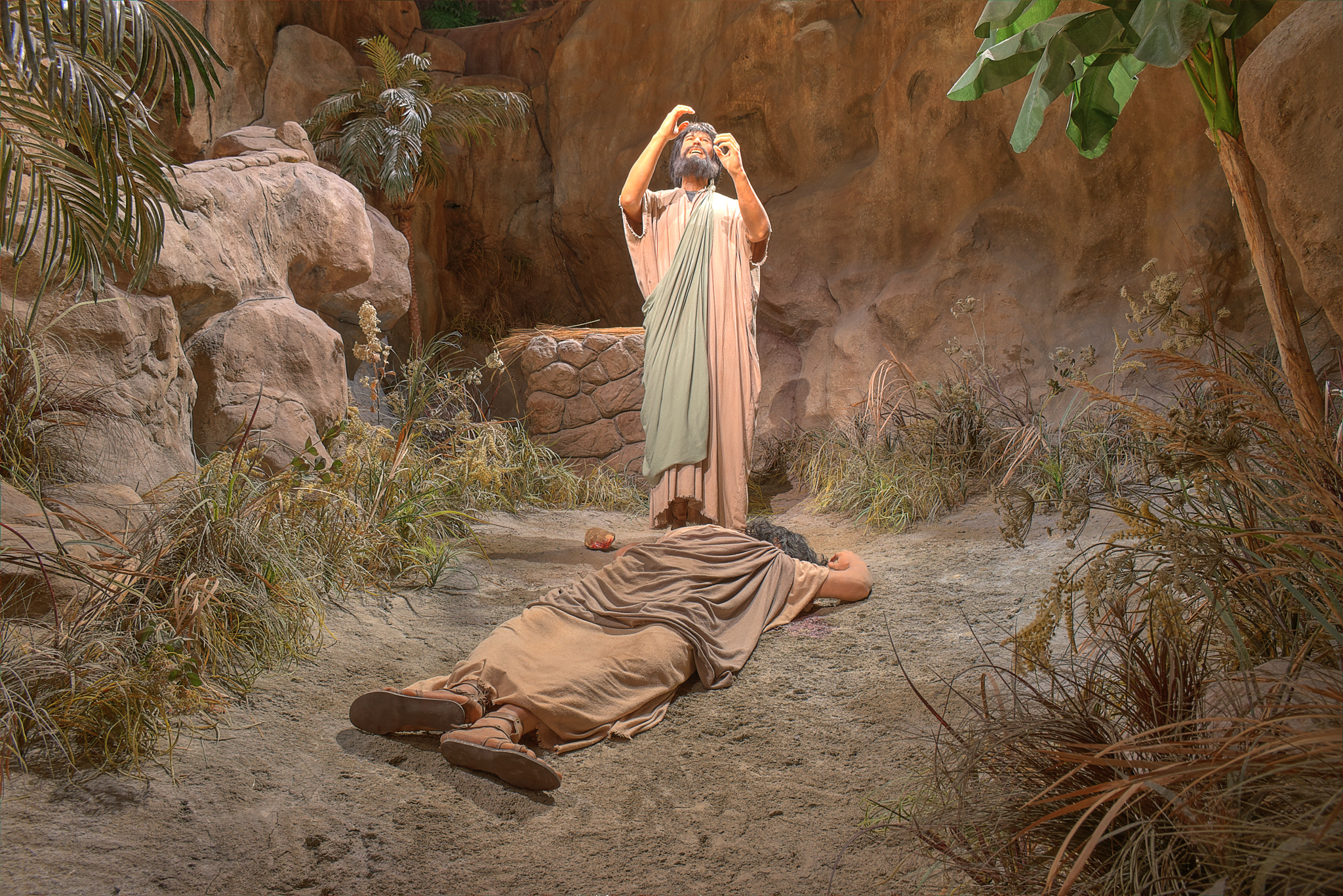
Genesis-Diorama: Kain erschlug Abel

Das Creation Museum (deutsch etwa: Schöpfungsmuseum) ist ein umstrittenes Museum in den USA, das die Entstehungsgeschichte nach einer christlichen Weltlehre, dem Junge-Erde-Kreationismus, präsentiert.

## Inhalt und Zielsetzung
Das Museum befindet sich im Dorf Petersburg, Boone County, unweit von Cincinnati im US-Bundesstaat Kentucky und hat eine Grundfläche von etwa 5000 m². Gegründet wurde das Museum von Answers in Genesis, einem gemeinnützigen christlich-fundamentalistischen Verein. Die Kosten von 27 Millionen US-Dollar (etwa 20 Mio. Euro) wurden durch Spenden aufgebracht.
Der erste Spatenstich für das Museum erfolgte am 17. März 2001.
Das am 28. Mai 2007 eröffnete Museum beherbergt unter anderem animierte Dinosaurier sowie Adam und Eva als elektronisch gesteuerte Puppen.
Das Museum entstand vor dem Hintergrund verstärkter Bemühungen, den Kreationismus auch in die Lehrpläne an US-amerikanischen Schulen einzuführen. Die wesentlichen Kernaussagen sollen dabei sein:
- Erde und Universum seien rund 6000 Jahre alt. Beide wurden in einer sieben Tage dauernden Schöpfungswoche erschaffen.
- Als erste Menschen wurden Adam und Eva erschaffen, wobei Eva aus der Rippe Adams erschaffen worden sei.
- Gott rottete alle Menschen und Tiere bis auf Noahs Familie und die Tiere in dessen Arche durch die Sintflut aus.
- Geologische Formationen wie der Grand Canyon seien binnen weniger Monate von der Flut geschaffen worden.
- Umstritten ist der Verbleib der Dinosaurier. Diese könnten durch die Sintflut ausgelöscht worden sein oder als Drachen bis in die nahe Vergangenheit weitergelebt haben.[2]

Mit dem 2016 eröffneten Ark Encounter existiert ein weiterer Themenpark desselben Betreibers, der insbesondere den Flutmythos weiter ausleuchtet. An Sommer-Samstagen, den Höhepunkten des Besucheraufkommens, zieht das Creation Museum über 4000 Besucher an und der Ark Encounter weitere über 9000 Besucher.

## Kritik und Kontroversen
Unter anderem protestierten 3000 US-amerikanische Lehrer dagegen, dass mit der Eröffnung des Museums „eine Lüge institutionalisiert“ werde. Auch Forscher und andere Gruppen äußerten ihre Bedenken. So unterzeichneten fast 600 Universitätsprofessoren eine Petition gegen die Eröffnung, die den Namen „Campaign to Defend the Constitution“ trug. Diese gaben folgende Erklärung ab:

We, the undersigned scientists at universities and colleges in Kentucky, Ohio, and Indiana, are concerned about scientifically inaccurate materials at the Answers in Genesis museum. Students who accept this material as scientifically valid are unlikely to succeed in science courses at the college level.

„Wir, die unterzeichnenden Wissenschaftler an den Universitäten und Colleges in Kentucky, Ohio und Indiana sind besorgt über die wissenschaftlich falschen Materialien im Answers-in-genesis-Museum. Studenten, die diese Materialien als wissenschaftlich richtig akzeptieren, werden auf College-Niveau wahrscheinlich keine Prüfung bestehen.“

Der britische Politiker, Arzt und Filmemacher Robert Winston besuchte das Museum bei dem Dreh des BBC-Dokumentarfilms „The Story of God“ und bemerkte dazu:

It was alarming to see so much time, money and effort being spent on making a mockery of hard won scientific knowledge. And the fact that it was being done with such obvious sincerity, somehow made it all the worse.

„Es war alarmierend zu sehen, dass so viel Zeit, Geld und Energie dafür verwendet wurde, aus dem mühsam erworbenen wissenschaftlichen Wissen ein Gespött zu machen. Die Tatsache, dass es mit einer solch offensichtlichen Ernsthaftigkeit gemacht wurde, machte es irgendwie nur noch schlimmer“

2010 schrieb der Autor A. A. Gill, dass dieses Museum nicht nur gegen die Lehre der Evolution gerichtet sei, sondern gegen die Geologie, die Anthropologie, die Paläontologie, die Geschichtswissenschaft, die Lehre der Chemie, die Astronomie, Zoologie, Biologie und den guten Geschmack. Es widerspräche direkt bzw. indirekt nahezu jeder Naturwissenschaft.
2012 wurde berichtet, dass das öffentliche Interesse nachlasse. Im November 2012 berichtete Answers in Genesis von einem Rückgang um 10 % auf 254.074 Besucher.

## Film
Im Dokumentarfilm Religulous von Bill Maher besucht Maher das Museum und interviewt den Gründer Kenneth Ham. Als er Ham fragt, warum die überwältigende Mehrheit der Wissenschaftler weltweit die zentralen Aussagen des Museums für falsch halte, antwortet er Maher, dass der Mensch sich gegen seinen Schöpfer auflehne.

## Ähnliche Einrichtungen
- The Creation Evidence Museum in Glen Rose, Texas. Diese Einrichtung wurde bereits 1984 gegründet und versucht zu beweisen, dass Menschen und Dinosaurier vor 6.000 Jahren zusammengelebt haben.
- Dinosaur Adventure Land in Pensacola, Florida. Dies wurde 2001 von Kent Hovind gegründet und verfolgt ebenfalls das Ziel, das Zusammenleben zwischen Dinosauriern und Menschen zu suggerieren. Mittlerweile ist es stillgelegt.
- Big Valley Creation Science Museum in Big Valley, Kanada. Die Einrichtung behauptet Menschen und Dinosaurier hätten koexistiert.
- The Institute for Creation Research in Santee, Kalifornien (nahe San Diegos) beinhaltet das „Museum of Creation and Earth History“. Hier wird der Evolution widersprochen.
- Das Museum of Earth History in Dallas, Texas, ehemals in Eureka Springs, Arkansas,[10][11] vertritt ähnliche Positionen wie das Creation Museum. Es enthält Dinosaurierknochen und geht davon aus, dass die Dinosaurier durch die biblische Sintflut ausgerottet wurden. Adam und Eva hatten vorher mit Dinosauriern zusammengelebt, darunter auch Tyrannosauriern.[12]